# Ixia dubia
Ixia dubia là một loài thực vật có hoa trong họ Diên vĩ. Loài này được Vent. miêu tả khoa học đầu tiên năm 1803.